# General Pinto partido
General Pinto egy partido (körzet) Argentínában a Buenos Aires tartományban. A fővárosa General Pinto.

## Települések
| - General Pinto - Germania - Villa Francia - Colonia San Ricardo - Villa Roth | Parajes - Dos Hermanos - Dussaud - El Peregrino - Günther - Los Callejones - Pazos Kanki |